# Altes Rathaus (Gütersloh)

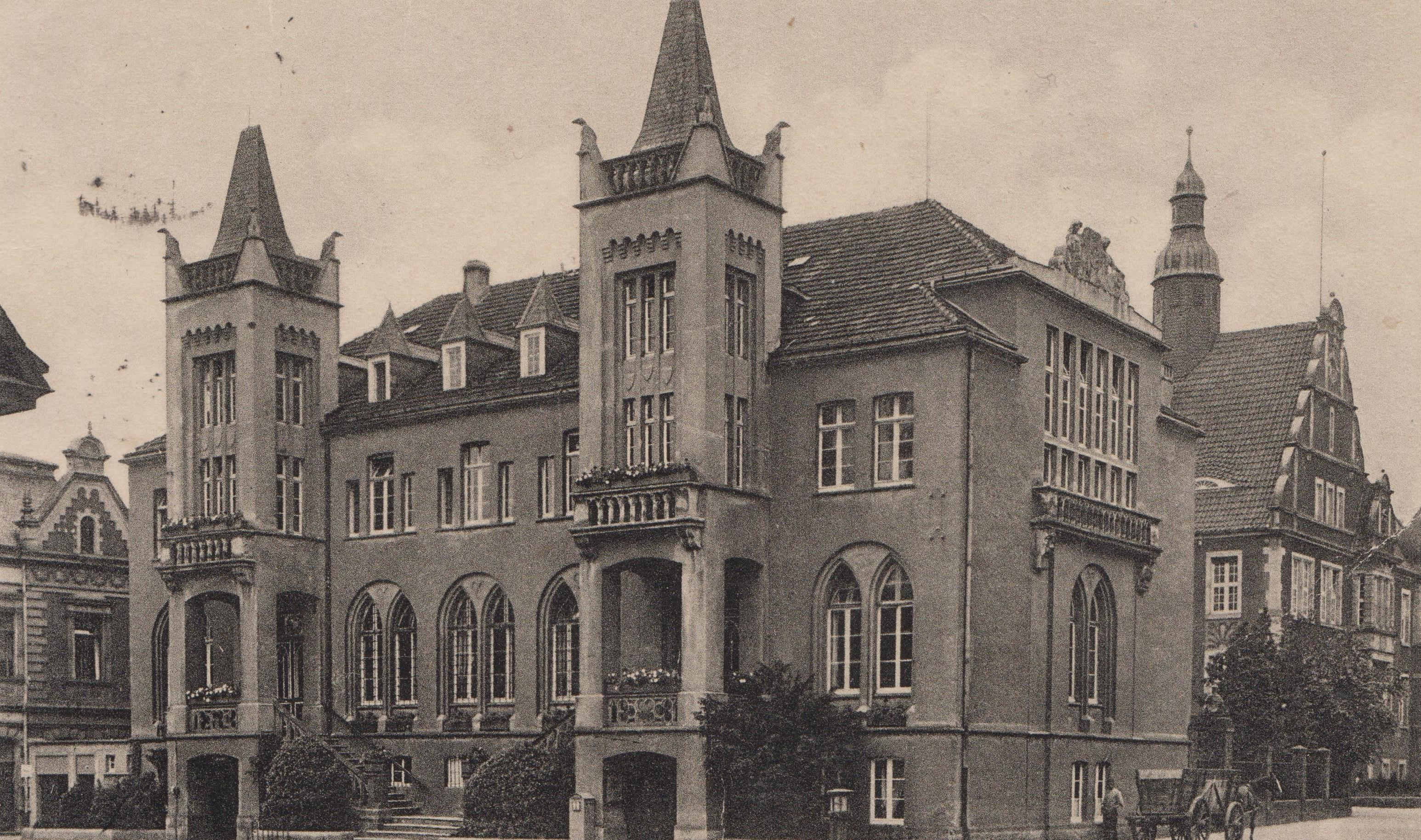
Die Ansichtspostkarte mit Poststempel vom 17. August 1943 zeigt das Alte Gütersloher Rathaus. Im Hintergrund das 1906–1908 im Stil der Neurenaissance errichtete Amtsgericht.

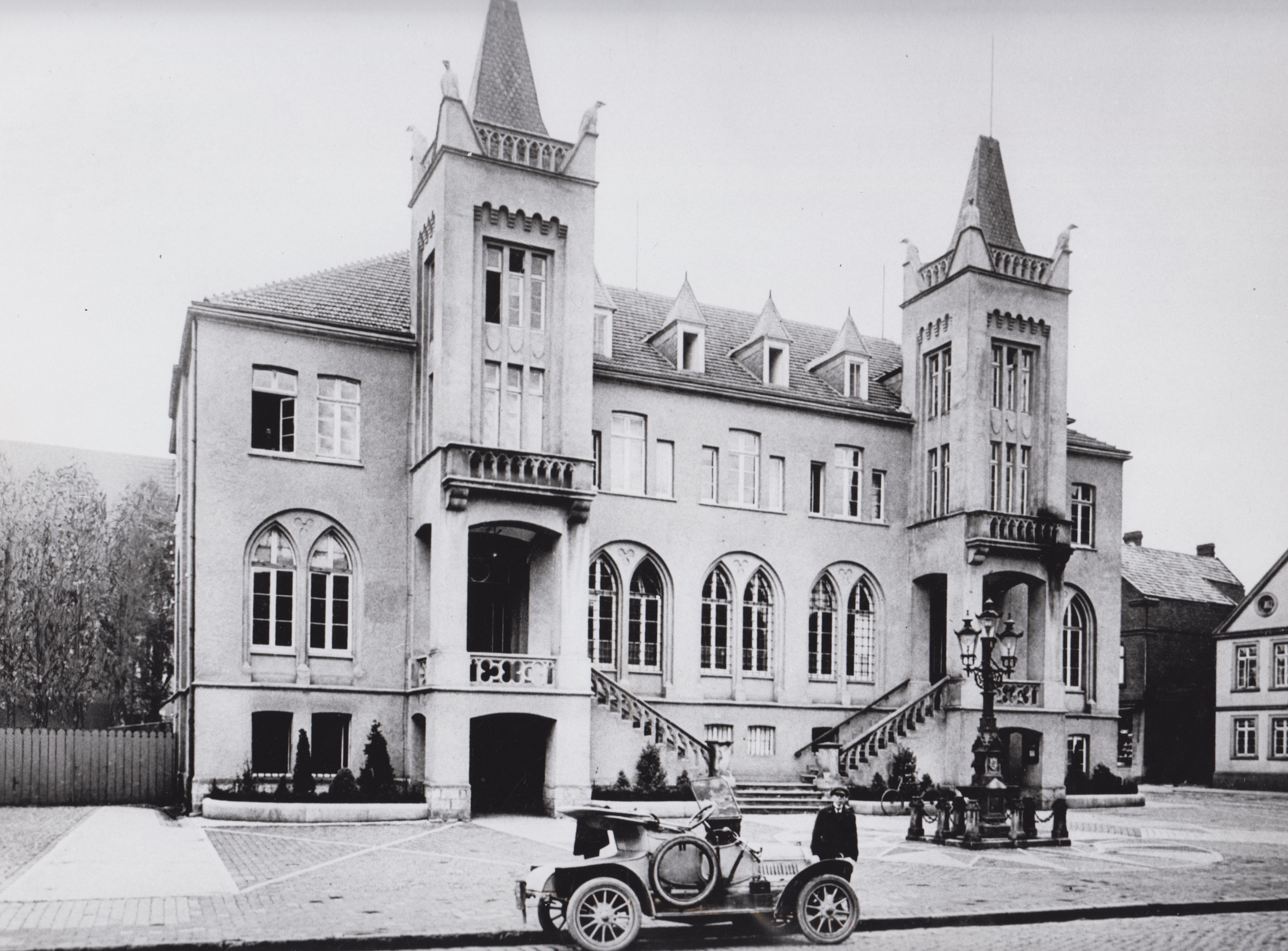
Hauptfront des Alten Gütersloher Rathauses nach der Renovierung, Foto um 1912

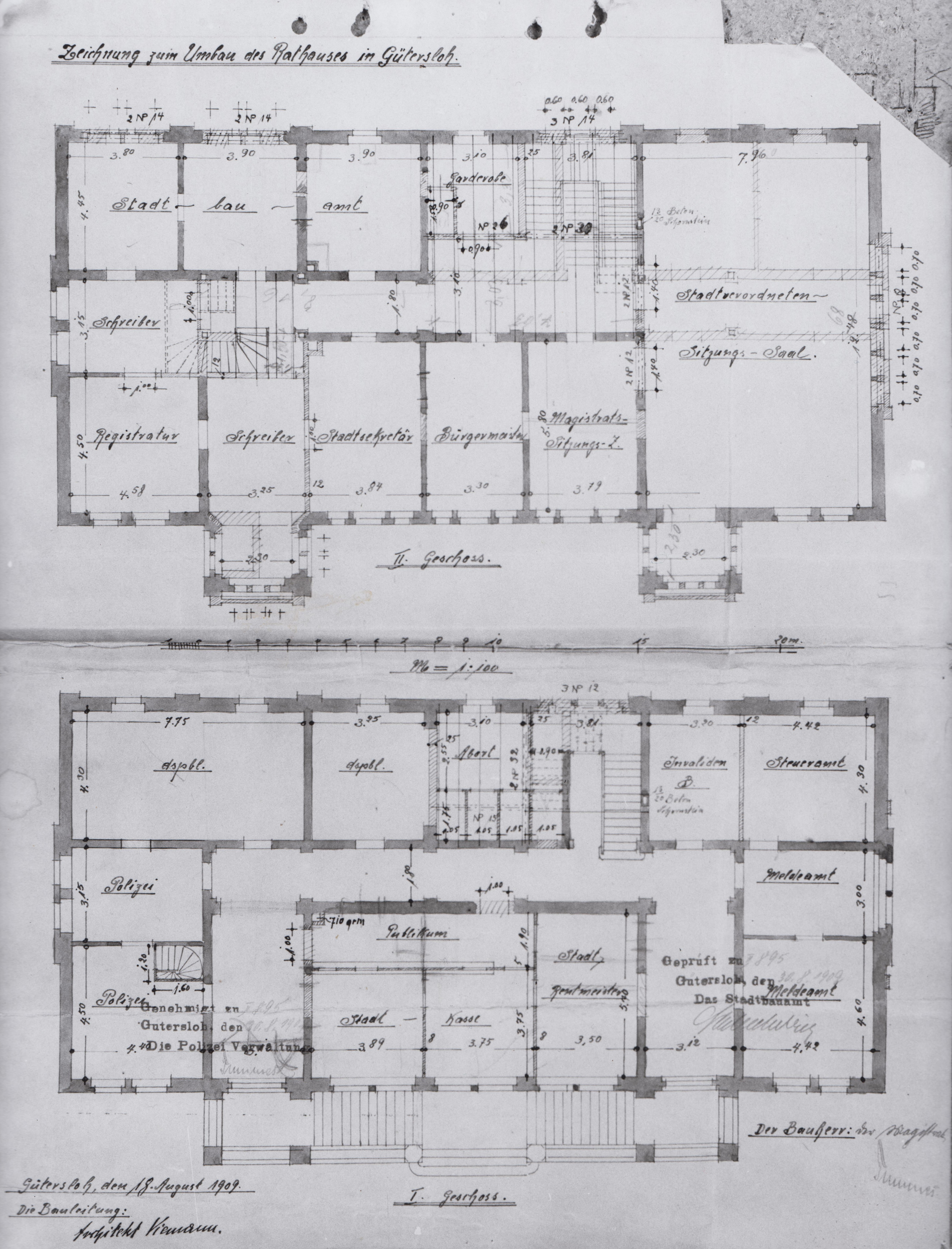
Grundriss von Erd- und Obergeschoss des Alten Gütersloher Rathauses, Zeichnung von Friedrich Viemann 1909

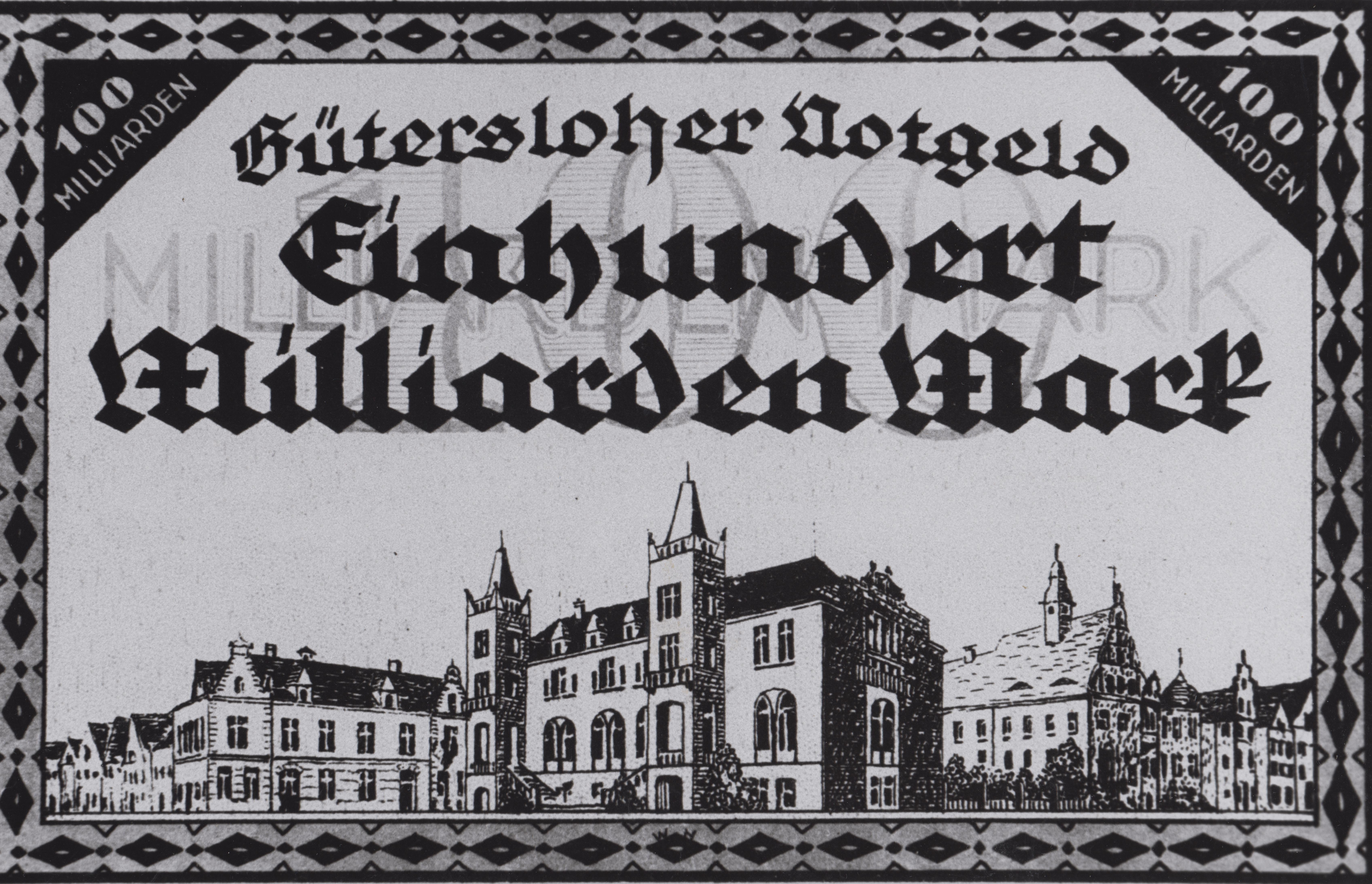
Gütersloher Notgeld, ca. 1923: 100-Milliarden-Mark-Schein mit Ansicht des Alten Gütersloher Rathauses links und des Amtsgerichts rechts

Das Alte Rathaus Gütersloh war ein 1863 bis 1864 errichtetes neugotisches Verwaltungsgebäude des Architekten Christian Heyden. Es befand sich auf dem heutigen Berliner Platz in der ostwestfälischen Kreisstadt Gütersloh und wurde 1971 abgerissen.

## Geschichte
Das Rathaus in Gütersloh, das in der Regierungszeit Wilhelms I., König von Preußen, gebaut wurde, nimmt durch seinen besonderen neugotischen Baustil mit den beiden schlossartigen Fronttürmen eine Sonderstellung in der deutschen Architektur- und Sozialgeschichte ein. Denn sämtliche nachfolgenden Rathäuser wurden nur mit einem Turm ausgestattet, der in der Regel mit einer Uhr dekoriert wurde. Dieses erste Rathaus in der aufstrebenden ostwestfälischen Kleinstadt Gütersloh errichtete man im Zentrum gegenüber der kurz zuvor ebenfalls von Christian Heyden in neugotischer Architektur vollendeten Martin-Luther-Kirche (1859–1861). Damit hatte die damals rund 4000 Einwohner umfassende Stadt ein Verwaltungsgebäude in einer herausgehobenen Architektursprache bekommen, die einzigartig bleiben sollte. Es verkörperte seine bürgerlichen und hoheitlichen Aufgaben wie die Stadtkasse, Steuer- und Polizeibehörde sowie einen Ratssaal sichtbar in einer aufwendigen Fassade. Sie bestand außer den zwei Türmen aus einer doppelläufigen Freitreppe, zwei zugehörigen Eingangshallen über dem Sockelgeschoss und aufwendigen Fensterachsen auf der linken und der rechten Gebäudeseite.

## Architektur
Der zweigliedrige Architekturentwurf und die Bauleitung des Rathauses wie auch der evangelischen Kirche lagen in den Händen des Baumeisters Christian Heyden (1806–1869) aus Barmen, Schüler des Düsseldorfer Architekten und Stadtplaners Adolph von Vagedes (1777–1842). Mit ihm war ein bedeutender rheinischer Architekt gewonnen worden, der dem Mittelpunkt der kleinen Heidestadt kurz vor der Gründung des deutschen Kaiserreiches ein repräsentatives Gesicht geben sollte. Die finanziellen Mittel dafür hatte die Stiftung des Gütersloher Kaufmanns Karl Barth (1791–1858) zur Verfügung gestellt.
Das Gütersloher Rathaus kann für die historistische, noch der Spätromantik verpflichtete Baukunst des 19. Jahrhunderts als einzigartiger Bautyp gelten. Hauptsächlich gotische Einflüsse durchdringen rhythmisch den in sieben Fensterachsen gegliederten, zweigeschossigen Baukörper über einem Sockelgeschoss auf einem rechteckigen Grundriss am damaligen Marktplatz. Die von den beiden Fronttürmen dominierte Fassade wird im Erdgeschoss von Doppelarkadenfenstern und der Freitreppe geprägt, die zu den beiden mit Blendbogen überfangenen Vorhallen führen. Sie korrespondieren im Obergeschoss mit einem Band von rechteckigen, teils dreiflügeligen Fenstern. Den Abschluss der beiden rechteckigen Fronttürme bildet ein neugotisch gestaltetes Gesims mit abgeschrägten Eckpfosten. Sie dekorierte man 1909 im Jugendstil symbolträchtig mit jeweils vier Reichsadlern. Über dem Gesims wird das Satteldach von langen spitzförmigen Dachgauben bekrönt, die den Dachfirst majestätisch überragen.
Die nördliche Schmalseite des Rathauses an der Königstraße ist ursprünglich von großen neugotischen Doppelfenstern beherrscht gewesen. In Folge von Sanierungs- und Modernisierungsarbeiten im Auftrag des Gütersloher Magistrats entwarf 1909 der Stadtbaumeister Friedrich Viemann (1876–1934) im ersten Obergeschoss für den dort eingerichteten Sitzungssaal ein fünfgliedriges hohes rechteckiges Fensterband mit einem Zierbalkon. Darüber krönt das Gesims eine dekorative Rosette, in der das Stadtwappen eingefasst ist.
Nicht nur die überwiegend neugotische Architektursprache, sondern auch die zweigliedrige Strukturierung des Grundrisses zeigt eine ausgefeilte funktionale Raumaufteilung für die damals schon vielfältigen kommunalen Verwaltungsaufgaben: Büros für den Magistrat und verschiedene Ämter im rechten Flügel und im linken Räume für die Polizei, die Gerichtskommission, Arrestzellen und Unterkünfte für die Gefängniswärter. Im Dachgeschoss bot das Gütersloher Rathaus noch Platz für die Wohnung des Bürgermeisters.
Der Baumeister übernahm mit der strukturellen Raumgliederung symbolisch im Grunde das kompositionelle Schema der Auferstehungsgemälde der Spätgotik: Beispielhaft ist dafür der Flügelaltar Das Jüngste Gericht von Rogier van der Weyden (1399–1464), den er für das Hôtel Dieu in Beaune (Burgund) gemalt hat. Sie zeigen im umgekehrten Sinne links den Weg ins himmlische Paradies und rechts den Absturz in die Hölle. Die Symbiose des Rathauses mit seinen zwei Türmen mit dem gegenüberstehenden hoch aufragenden Turm der Martin-Luther-Kirche wurde damit genial betont.

## Kontroverse und Abriss
1963 wurde der Abriss des Rathauses beschlossen, womit man einer in den frühen 1960er Jahren favorisierten Stadtplanung für eine autogerechte Stadt folgte. Es folgte eine längere Kontroverse, denn der bevorstehende Abriss des denkmalwürdigen Rathauses wurde als hoher kultureller Verlust und Verödung des Stadtbildes öffentlich kritisiert. Trotzdem hielt der Gütersloher Planungsausschuss an dem 1963 beschlossenen Abbruch fest. Man begründete dies nunmehr mit der Schaffung „eines Architekturplatzes anstelle des Alten Rathauses im Mittelpunkt der Stadt“. Das Alte Gütersloher Rathaus wurde 1971 abgebrochen.
Auch fast fünfzig Jahre später ist es nicht zu der damals angekündigten großzügigen Anlage eines Architekturplatzes gekommen. Der Berliner Platz ist eine unstrukturierte Fläche im Zentrum von Gütersloh geblieben. Zur Erinnerung an den Baumeister des Gütersloher Rathauses rief Axel Hinrich Murken 2006 den Christian-Heyden-Preis für Baukultur ins Leben.